# 秋決 (電影)
《秋决》，為1972年2月14日所上映的台灣電影，由李行執導，主要由歐威、唐寶雲、傅碧輝主演。
被香港電影金像獎評為最佳華語片百強之一。

## 劇情簡介
自幼被祖母溺愛縱容的裴剛，為了一名風塵女子而失去理智殺死三條人命，因而遭判處死刑。在死牢中等待著秋時的處決，面對自己所犯下的過錯，始終將之歸咎於祖母。而蓮兒是裴奶奶從小養大的遠房親戚，她答應裴奶奶與牢中的裴剛成親，以延續香火、傳宗接代。蓮兒每天都前往牢獄探望丈夫，而裴剛蠻橫的性格也因此逐漸轉變。秋決之日到來時，裴剛決定面對自己所犯的過失，不再迴避......

## 獎項
- 1972年金馬獎
  - 最佳劇情片
  - 最佳導演
  - 最佳男主角
  - 最佳女配角
  - 彩色攝影獎

## 外部連結
- 開眼電影網上《秋決》的資料（繁體中文）
- 香港影庫上《秋決》的資料（繁體中文）
- 时光网上《秋決》的資料（简体中文）
- 豆瓣电影上《秋決》的資料 （简体中文）
- 爛番茄上《秋決》的資料（英文）
- AllMovie上《秋決》的资料（英文）
- 互联网电影数据库（IMDb）上《秋決》的资料（英文）